# 蔡藍欽
蔡藍欽（1964年11月15日—1987年2月14日）是一名台灣歌手兼詞曲創作人，22歲時因心臟疾病過世，以在身後發行的唯一專輯《這個世界》而聞名。

## 生平
蔡藍欽1964年於臺灣臺北市出生，母親是西門國小的美術老師，為家中長子。自小就展現各方面才能，五歲開始學習鋼琴的他，八個月後就彈完了上下冊拜爾鋼琴教本，滿一年即登台表演；他的畫作「舞獅」則入選全國兒童美術展。1971年，蔡藍欽以六歲未足齡破例考入台北兒童合唱團，同年進入臺北市立西門國小就讀，也加入該校的合唱團，他在校時品學兼優，小學六年皆任班長。1977年畢業，就讀南門國中。
1977年，蔡藍欽從南門國中以總成績第一名畢業，考入臺北地區的第一志願建國中學，之後順利通過聯考升上臺大機械系。但大一下蔡藍欽即因身體不佳辦理休學，後因兵役赴召，暑假時再度參加聯考，雖然放棄寫作文得到零分，仍以第一名錄取屏東農專畜牧科。在屏東養病的這一段時間裡，充份享受了陽光、友情和音樂。二十歲時復學台大，插班重讀大一下。
二十一歲那年蔡藍欽開始創作歌曲，第一首作品為丁曉雯所演唱的《不再想起》，受到飛碟唱片老闆吳楚楚的青睞，希望為其製作個人專輯，他對唱片公司表明「不要曝光、不要出名、不要壓力」，最後在不斷勸說下以不影響課業為原則，開始為首張專輯《這個世界》籌備，並創作專輯中大部分的歌曲。二十二歲那年，整張專輯完成配唱。
1987年2月14日凌晨，就在專輯完成後的一個禮拜，蔡藍欽在家因心臟麻痺導致休克送往臺大醫院急救不治，得年僅二十二歲又三個月。
2001年，華納唱片在台灣大學為其舉辦紀念音樂會。

## 音樂作品
《這個世界》/ 飛碟唱片 / 1987-06-06
1. 出發
2. 他的話
3. 少男日記
4. 同樣的路
5. 校園美女
6. 以為
7. 謎
8. 老師的話
9. 聯考族的假期
10. 逝去
11. 告別憂傷
12. 這個世界

## 外部連結
- 華納唱片 蔡藍欽
- 蔡藍欽網站  （页面存档备份，存于）